# Фторид урана(IV)
Фтори́д ура́на(IV) (тетрафторид урана) — химическое соединение с формулой UF4. Эти малорастворимые (растворимость в воде менее 0,1 г/л) зелёные кристаллы плавятся при 1036 °C и кипят при 1730 °C. Температура возгонки около 1000 °C (в вакууме). Вещество взаимодействует с фтором, хлором, кислородом, плавиковой кислотой и водой. Получается при взаимодействии UO2 с HF при 550—600 °C или обезвоживанием 2UF4·5H2O при 450 °C в атмосфере плавиковой кислоты. Токсичен. Применяется как промежуточный продукт при получении чистого урана и его оксидов, а также для производства гексафторида урана, ПДК = 0,015 мг/м³.
Имеет молярную массу 314,02 г/моль.